# Spiradiclis chuniana
Spiradiclis chuniana är en måreväxtart som beskrevs av R.J.Wang. Spiradiclis chuniana ingår i släktet Spiradiclis och familjen måreväxter. Inga underarter finns listade i Catalogue of Life.